# Operatie Excess

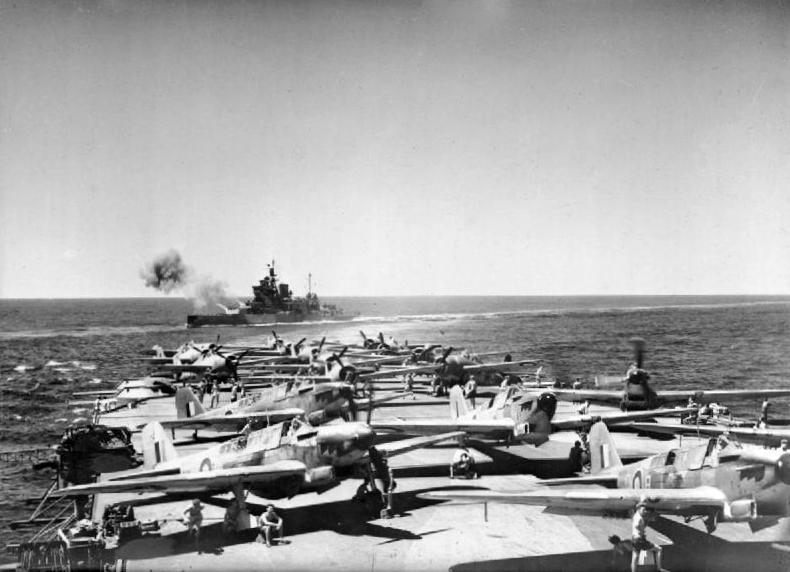
HMS Valliant vuurt zijn 381 mm kanon op de achtergrond, op de voorgrond HMS Illustrious met Fairey Fulmars en achteraan Grumman Martlets.

Operatie Excess was een reeks bevoorradingskonvooien naar Malta, Alexandrië en Griekenland in januari 1941.
Op 6 januari verliet konvooi Excess (MC 4) de haven van Gibraltar en voer naar Malta en Griekenland, waarbij het werd beschermd door Force H die te Gibraltar was gestationeerd. Tegelijkertijd dekte de Middellandse Zeevloot uit Alexandrië meer bevoorradingsschepen (konvooi MW 5.5) van Alexandrië naar Malta en vervolgens een terugkerend leeg konvooi ME 5.5. De kruisers Gloucester en Southampton, die van de Middellandse Zeevloot waren gedetacheerd, vervoerden troepenversterkingen naar Malta en gingen daarna verder naar het westen om het Excess-konvooi te begeleiden. Force H keerde toen terug naar Gibraltar.
Het eerste konvooi voer op 6 januari van Gibraltar naar het belegerde Malta om daar materieel af te leveren. Het had een sterke marine-escorte, waaronder het vliegdekschip Illustrious en het werd een actie waarbij voor het eerst de Luftwaffe in het Middellandse Zeegebied betrokken was, nadat het X. Fliegerkorps was overgeplaatst om de Italiaanse luchtmacht te helpen.
Tijdens een aanval op het konvooi op 10 januari werd de Italiaanse torpedoboot Vega in het Kanaal van Sicilië door de kruiser Bonaventure en de torpedobootjager Hereward tot zinken gebracht. De Bonaventure raakte beschadigd en ze verbruikte 75 procent van haar munitie tijdens het treffen. Een tweede Italiaanse torpedoboot, de Circe, slaagde erin om te ontsnappen. De Britse torpedobootjager Gallant  liep op een zeemijn bij de kust van Pantelleria. Hoewel ze op sleeptouw naar Malta werd genomen was ze onherstelbaar beschadigd en ze werd uiteindelijk in april 1942 door Duitse en Italiaanse bommenwerpers gekelderd. De Illustrious liep schade op door bombardementen, maar na noodreparaties op Malta bereikte ze Alexandrië op 25 januari. Fairey Fulmar-jachtvliegtuigen en luchtafweergeschut van de Royal Navy schoten ter verdediging van de Illustrious op 10 januari 1941 zeven vliegtuigen neer, terwijl een Fulmar verloren ging.
Op 11 januari werd de kruiser Southampton door toedoen van luchtaanvallen tot zinken gebracht terwijl het schip, dat met lege schepen meevoer, op de terugweg was naar Alexandrië. Haar zusterschip Gloucester werd beschadigd maar kon haar reis wel vervolgen.
Er gingen geen koopvaardijschepen verloren tijdens operatie Excess maar de Royal Navy verloor wel een torpedobootjager, een kruiser en een kruiser raakte beschadigd. De Illustrious was voor enkele maanden uitgeschakeld en de Britse bewegingsvrijheid in de Middellandse Zee werd door tussenkomst van de Duitsers ernstig in gevaar gebracht.

## Andere gebeurtenissen
- Italiaanse torpedoboten vielen zonder succes het konvooi MC 4, Force B en Force H aan bij Pantelleria;
- De Italiaanse duikboot Settimo viel zonder succes het konvooi MC 4, Force B en Force H aan bij Pantelleria;
- Duitse en Italiaanse bommenwerpers troffen eenmalig doel op het Britse slagschip Warspite;
- Konvooi MC 4 vanuit Gibraltar en konvooi MW 5.5 vanuit Alexandrië arriveerden op Malta;
- Konvooi ME 5.5 vertrekt van Malta naar Alexandrië;
- Konvooi ME 6 vertrekt van Malta naar Alexandrië.